# 川手ミトヨ
川手 ミトヨ（かわて ミトヨ、1889年（明治22年）5月15日 - 2003年（平成15年）11月13日）は、日本のスーパーセンテナリアン。広島県広島市在住の長寿の女性。2003年9月28日以降死去するまで長寿世界一となっていた。

## 人物
旧広島県安芸郡馬木村（広島市東区）の農家に生まれた。
広島での原爆投下直後、知人を探すために広島市内に入っており、入市被爆した。100歳まで農業を続け、甘い物と入浴が好んだ。食事は自分でとり、機嫌のよい時は歌ったり、手を動かして踊ったりしていた。
2003年10月31日、本郷かまとの死去により、ギネス世界記録から存命人物のうち世界最高齢と認定された。しかし僅か2週間後の同年11月13日、肺炎のため川手も死去した。114歳と182日。川手の死去に伴い、存命人物のうち日本最高齢は小山ウラに、また、存命人物のうち世界最高齢はプエルトリコのラモナ・イグレシアスになった。なお、2012年になってギネス世界記録は本郷かまとの記録を非公認とした。これにより、川手が世界最高齢になったのは中願寺雄吉が死去した2003年9月28日であったことになった。